# Nasser Givehchi
Nasser Givehchi (persa: ناصر گیوه چی)  (Teheran, 12 de novembre de 1932 - Teheran, 16 de maig de 2017) fou un lluitador iranià, especialista en lluita lliure, guanyador d'una medalla olímpica.
El 1952 va prendre part en els Jocs Olímpics d'Estiu de Hèlsinki, on guanyà la medalla de plata en la competició del pes ploma del programa de lluita lliure. Quatre anys més tard, als Jocs de Melbourne, fou sisè en la mateixa competició.
En el seu palmarès també destaca una medalla de bronze en els Jocs Asiàtics de Tòquio 1958. Una vegada retirat va tenir una llarga carrera com a entrenador nacional de lluita lliure i àrbitre internacional.